# Diastylis acuminata
Diastylis acuminata är en kräftdjursart som beskrevs av Jones 1960. Diastylis acuminata ingår i släktet Diastylis och familjen Diastylidae. Inga underarter finns listade i Catalogue of Life.